# Euphorbia colletioides
Euphorbia colletioides är en törelväxtart som beskrevs av George Bentham. Euphorbia colletioides ingår i släktet törlar, och familjen törelväxter. Inga underarter finns listade i Catalogue of Life.